# آن إيبير
آن إيبير ولدت في 1 أغسطس 1916 بسانت كاترين دي لا جاك كارتييه، كيبك، في كندا وتوفت في 22 يناير 2000 بمونتريال، كيبك، في كندا. وهي روائية، شاعرة، كاتبة مسرحية، كاتبة سيناريو كندية. حصلت على جائزة فيمينا الأدبية عام 1982.

## روابط خارجية
- آن إيبير على موقع IMDb (الإنجليزية)
- آن إيبير على موقع الموسوعة البريطانية (الإنجليزية)
- آن إيبير على موقع ألو سيني (الفرنسية)
- آن إيبير على موقع ميوزك برينز (الإنجليزية)
- آن إيبير على موقع قاعدة بيانات الفيلم (الإنجليزية)